# Monte Brione
Der Monte Brione ist ein 376 m s.l.m. hoher Berg in den Gardaseebergen im Trentino. Seine Südflanke fällt direkt in den Gardasee ab. Er gilt geologisch gesehen als jüngster Berg des Trentino und ist zugleich sein niedrigster.
Trotz seiner geringen absoluten Höhe hat man von seinem Gipfel aus eine hervorragende Rundumsicht auf die umgebenden Orte wie Riva del Garda und Nago-Torbole, die umliegenden Berge und das Nordende des Gardasees. Der Berg hat eine steil abfallende Ostflanke mit einer mehrere hundert Meter hohen Felswand. Auf dem Gipfel befindet sich ein Sendemast. Seit 1992 sind Teile des Monte Brione zum Biotop erklärt worden und bilden das FFH-Gebiet Monte Brione.

## Geographie

### Lage und Umgebung
Die exponierte Lage in der am Nordufer des Gardasees liegenden Schwemmebene und die sichelförmige Massivform lassen den Monte Brione schon von weit her gut erkennen. Das Südende des etwa 3 km langen und maximal etwa 1 km breiten Berges reicht bis direkt an das Seeufer, so dass die in den 1930er Jahren erbaute neue Verbindungsstraße zwischen Riva del Garda und Nago-Torbole (Gardesana Orientale) durch einen Tunnel durch den Berg am Ufer entlangführt.

### Geologie
Der Monte Brione stellt den östlichen Rand einer synklinalen Falte dar, deren westlicher Rand zum Großteil von Gletschern abgetragen wurde. Der Trog der Synklinale wurde durch Ablagerungen von Sedimenten der Sarca, die noch im Pleistozän an der Westseite des Brione in den Gardasee mündete und mit dem Varone und anderer kleinerer Fließgewässer ein Mündungsdelta bildete, aufgeschüttet. Zudem trug der Gardasee, der im Riß/Würm-Interglazial einen etwa 50 m höheren Wasserspiegel besaß, so dass der Brione vollständig vom See umschlossen war und wie eine Insel herausragte, zur Entstehung des Sedimentbeckens bei, wodurch die heutige Schwemmebene entstand, in die die Westflanke des Brione einzutauchen scheint. An der steil abfallenden Ostseite konnte die Stärke der unter die Schwemmebene abfallenden Flanke mit etwa 300 m rekonstruiert werden.
Der Brione besteht aus mehreren zeitlich differenziert herausgebildeter Schichtungen verschiedener Sedimentgesteine, die zum Großteil in einem Neigungswinkel von 20º in nordwestlicher Richtung absenken. Beim Ortsteil Sant’Alessandro kommt es zu einem Richtungswechsel der Schichtung, so dass sie dort wesentlich steiler mit einem Neigungswinkel von 40º bis 60º abfallen.

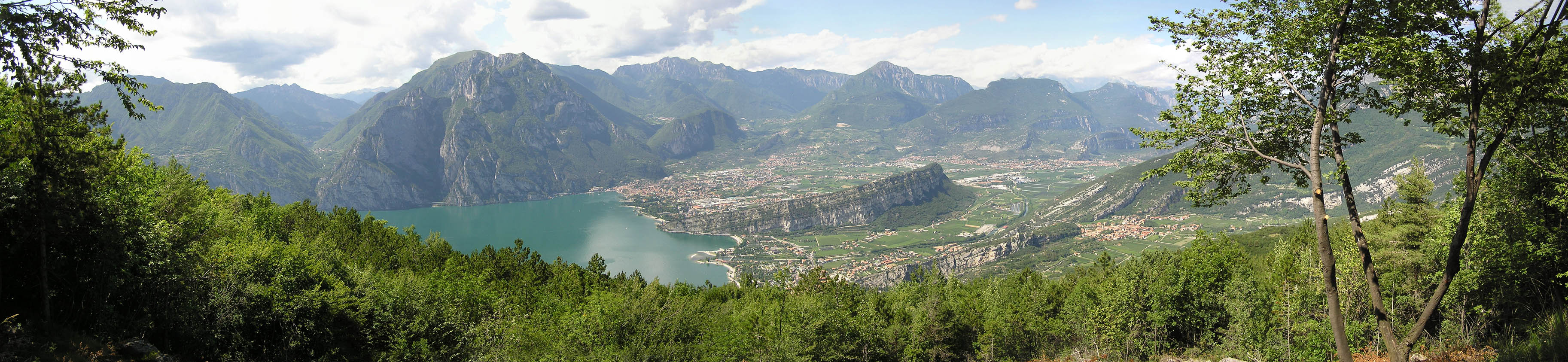
Der aus der Schwemmebene des oberen Gardasees herausragende Monte Brione

Die ältesten Gesteinsschichten sind Mergelschichten aus dem mittleren Eozän und vor etwa 43 bis 37 Millionen Jahren entstanden. Über dem Mergel liegen mehrere Kalksteinschichten mit einer Stärke von etwa 200 m auf, die im Oligozän entstanden sind. Darüber liegen die im Miozän vor 26 bis 7 Millionen vor Jahren entstandenen Schichten aus Ton und Mergel.
In den Tonschichten des Chattium und den Merkelschichten des oberen Miozän finden sich zahlreiche Fossilien, wie Chlamys, Nautiliden und Foraminiferen, wie Nummuliten.

### Paläogeographie
Aus dem geologischen Aufbau ergeben sich auch Rückschlüsse auf die Paläogeographie des Monte Brione, der aus dem Zusammenspiel im Tethys und Paratethys stattgefundener Sedimentation und tektonischer Ereignisse in Form der Alpidischen Orogenese entstand und in den Kaltzeiten durch fluvioglaziale Einflüsse des Etschgletschers, des Gardasees und der Sarca seine Entstehung und Form zu verdanken hat. Die letzte Sedimentation fand dabei während des Riß/Würm-Interglazials vor 126.000 bis 115.000 Jahren statt.
Der italienische Geologe Arturo Cozzaglio stellte in der ersten Hälfte des 20. Jahrhunderts eine andere These auf, nach der der Monte Brione in Folge eines postglazialen Bergrutsches entstand, so wie es beispielsweise auch bei den nur wenige Kilometer talaufwärts gelegenen Marocche di Dro der Fall war.
Eine These, die auch von anderen aufgegriffen wurde, da der Etschgletscher, der das Seebecken des Gardasees ausgeschliffen hat nach ihrer Ansicht auch den Brione hätte abtragen müssen. Laut Cozzaglio rutschte der Brione von der Flanke des Monte Creino ab, wogegen allerdings mehrere Fakten sprechen, wie eine fehlende Abbruchstelle oder die Form der Synklinale, zu der der Brione gehört, und die eine andere Lage von vornherein ausschließt, so dass diese These mittlerweile als verworfen gilt.

## Flora und Fauna
Der Monte Brione weist in Bezug auf seine Größe eine reichhaltige Pflanzen- und Tierwelt auf. Die Biodiversität ist bedingt durch die besonderen klimatischen Bedingungen, da der Monte Brione eine Art submediterrane Oase in einer voralpinen Umgebung darstellt. Dies ist der Grund, warum auf dem Monte Brione sowohl Spezies aus der voralpinen Umgebung als auch Spezies vorkommen, die sonst weiter südlich beheimatet sind.
Positiv auf die Artenvielfalt wirken sich auch die verschiedenen Lebensraumtypen aus, die hier anzutreffen sind und von immergrünen Waldflächen bis zu Felsbereichen reichen. Dazu müssen aber auch anthropogene Kulturlandschaften wie Olivenhaine oder Trockenrasen, ja selbst die Kriegsstollen aus dem Ersten Weltkrieg gezählt werden. Bis zum Zusammenbruch der österreichisch-ungarischen Monarchie war der Brione eines der bedeutendsten termophilen Habitate in Tirol, während dies heute noch innerhalb des Trentino gilt. Ein Umstand, warum insbesondere die Flora das wissenschaftliche Interesse vieler Botaniker aus dem deutschsprachigen Raum weckte.
Einer der ersten, die den Brione wissenschaftlich in Augenschein nahm, war Kaspar Maria von Sternberg, der 1804 erste geologische Erhebungen unternahm. 1825 war es Franz von Fleischer, der den Brione auch botanisch erkundete. Weitere Botaniker, die sich in der ersten Hälfte des 19. Jahrhunderts der Flora auf dem Monte Brione widmeten waren Ludwig Heufler von Hohenbühel, die beiden Trentiner Francesco Facchini und Francesco Ambrosi sowie vor allem Friedrich Leybold. In der zweiten Hälfte des 19. Jahrhunderts und um die Jahrhundertwende waren es unter anderem Carl Sonklar und Wilhelm Pfaff. Nach 1918 war es insbesondere der Italiener Augusto Béguinot, der sich dem Brione widmete und ab den 1950er Jahren dann wieder deutschsprachige Botaniker, die unter der Federführung der Bayerischen Botanischen Gesellschaft, der Universitäten Göttingen, Ulm und Bochum botanische Exkursionen zum Monte Brione unternahmen. Etwa 80 wissenschaftliche Schriften befassen sich mit dem Monte Brione, davon wurden etwa ein Drittel im 19. Jahrhundert verfasst.

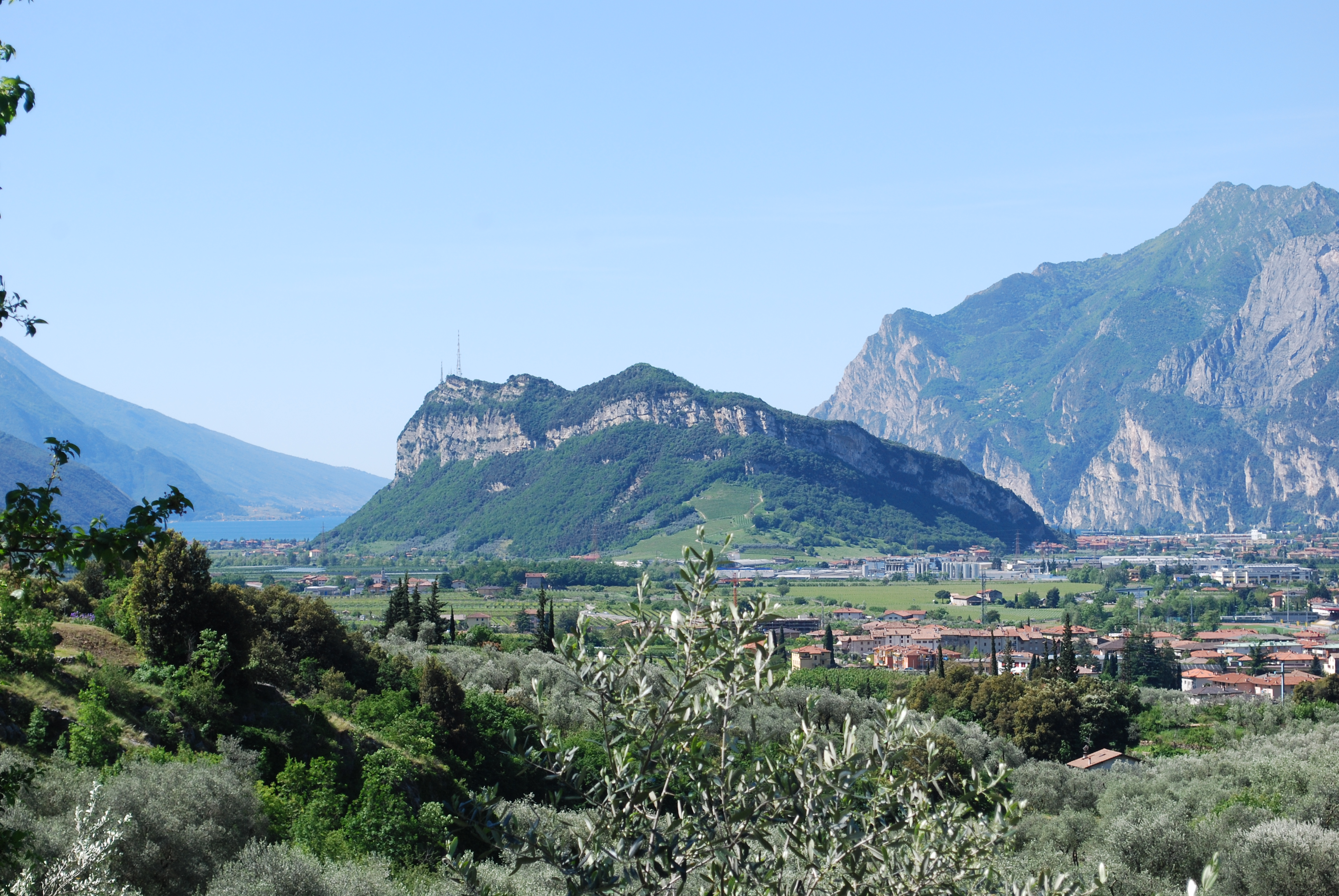
Nord- und Ostflanke
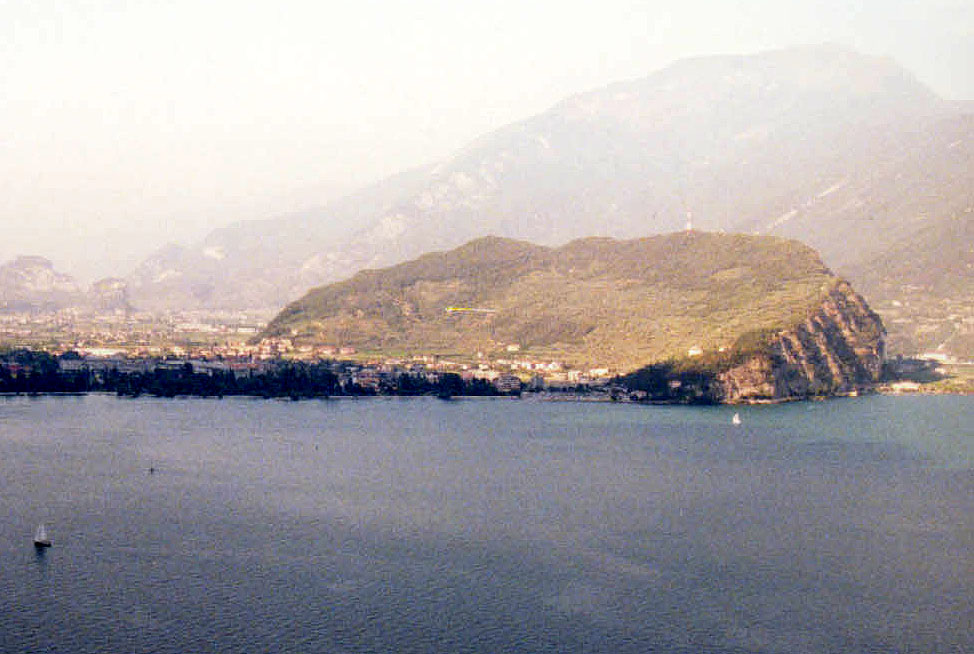
Westflanke
Süd- und Südostflanke
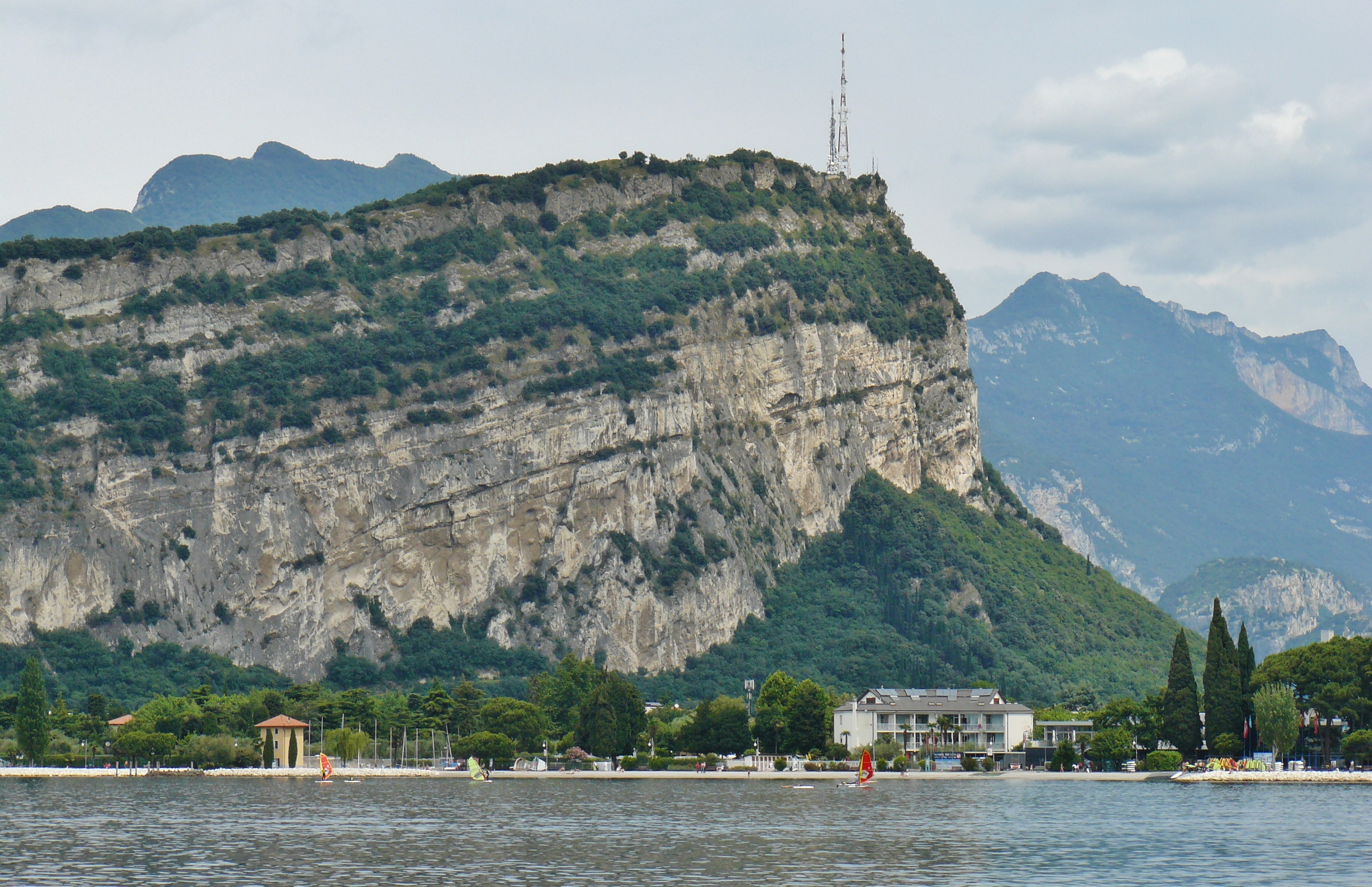
Deutlich erkennbare Schichtung an der Ostseite

### Lebensräume
Auf dem Brione sind etwa ein Drittel der im Trentino über 2400 beheimateten Pflanzenarten anzutreffen, darunter Arten, die im Trentino sonst nicht vorkommen. Von besonderer Bedeutung ist die außergewöhnlich hohe Vielfalt von mehr als 20 verschiedenen Orchideengewächsen, wovon einige im Trentino nur auf dem Monte Brione heimisch sind. Auch bestimmte Vogelarten, die warme trockene Lebensräume bevorzugen, sind im Trentino nur auf dem Brione anzutreffen, darunter: die Samtkopf-Grasmücke, die Blaumerle und die Steinrötel.

#### Wälder
Der Waldbestand auf dem Monte Brione beschränkt sich insbesondere auf die oberen Bereiche rund um den Gipfel und besteht überwiegend aus Manna-Eschen, Europäischer Hopfenbuche und Steineichen. Es handelt sich dabei zum Großteil um Niederwald, der im Unterholz termophile und xerothermophile Sträucher wie Felsenbirnen, Kronwicken oder Buchsbäume aufweist. Er ist Habitat unter anderem für das Gartengeißblatt, das Japanische Geißblatt, den Mäusedorn oder die Buchs-Kreuzblume sowie einiger Orchideengewächse wie der Braunrote, der Breitblättrige oder Müllers Stendelwurz. Zahlreiche Insekten finden hier ihren Lebensraum, wie die Mannazikade, der Ligusterschwärmer oder der Nashornkäfer, aber auch Nagetiere, wie die winzige Etruskerspitzmaus oder Sieben- und Gartenschläfer sind anzutreffen. Unter den Vögeln sind in den Wäldern des Monte Brione unter anderem die Mönchsgrasmücke, der Grauschnäpper und die Nachtigall heimisch.

#### Waldrand und Hecken
Bei diesem Lebensraum handelt es sich um ein Ökoton mit Charakteristiken, wie sie sowohl der Wald als auch die Wiese aufweisen, was die Biodiversität dieses Habitat erklärt. Für den Monte Brione sind für diesen Lebensraumbereich die Terpentin-Pistazie und der Pfriemenginster kennzeichnend. Daneben kommen hier unter anderem der Blutrote Storchschnabel und der Diptam, aber auch Orchideen wie das Langblättrige Waldvöglein vor. Lediglich am Nordrand des Brione sind mesophile Arten wie die Schwarzviolette Akelei anzutreffen. Auch zahlreiche Tiere finden hier ihren Habitat. Blätter und Früchte der Sträucher und Hecken stellen die Nahrungsgrundlage vieler Insekten dar. Letztere ziehen wiederum Fressfeinde wie den Neuntöter und die Samtkopf-Grasmücke an, die hier auch nisten. Hecken wiederum dienen Reptilien wie der Gelbgrünen Zornnatter und der Äskulapnatter als Flucht- und Rückzugszonen.

#### Trockenrasen
Den Trockenrasen auf dem Monte Brione kommt eine besondere botanische Bedeutung zu, da sie viele zumeist seltene xerothermophile und termophile Spezies beheimaten. Auf einer Fläche von 25 m² sind zwischen 40 und 50 verschiedene Arten anzutreffen. In der Vergangenheit dienten sie als Weideflächen für Ziegen und Schafe. Aufgrund der Aufgabe der Weidetierhaltung und des damit einhergehenden Verwuchses hat sich dieser Lebensraum aber reduziert. Die Trockenwiesen sind Habitat unter anderem für die Rispige Graslilie, die Nizza-Wolfsmilch, den Dach-Hauswurz oder das Kleine Knabenkraut sowie vieler Insekten wie der Europäischen Gottesanbeterin. Sie sind aber auch der Nistplatz des nachtaktiven Ziegenmelkers.

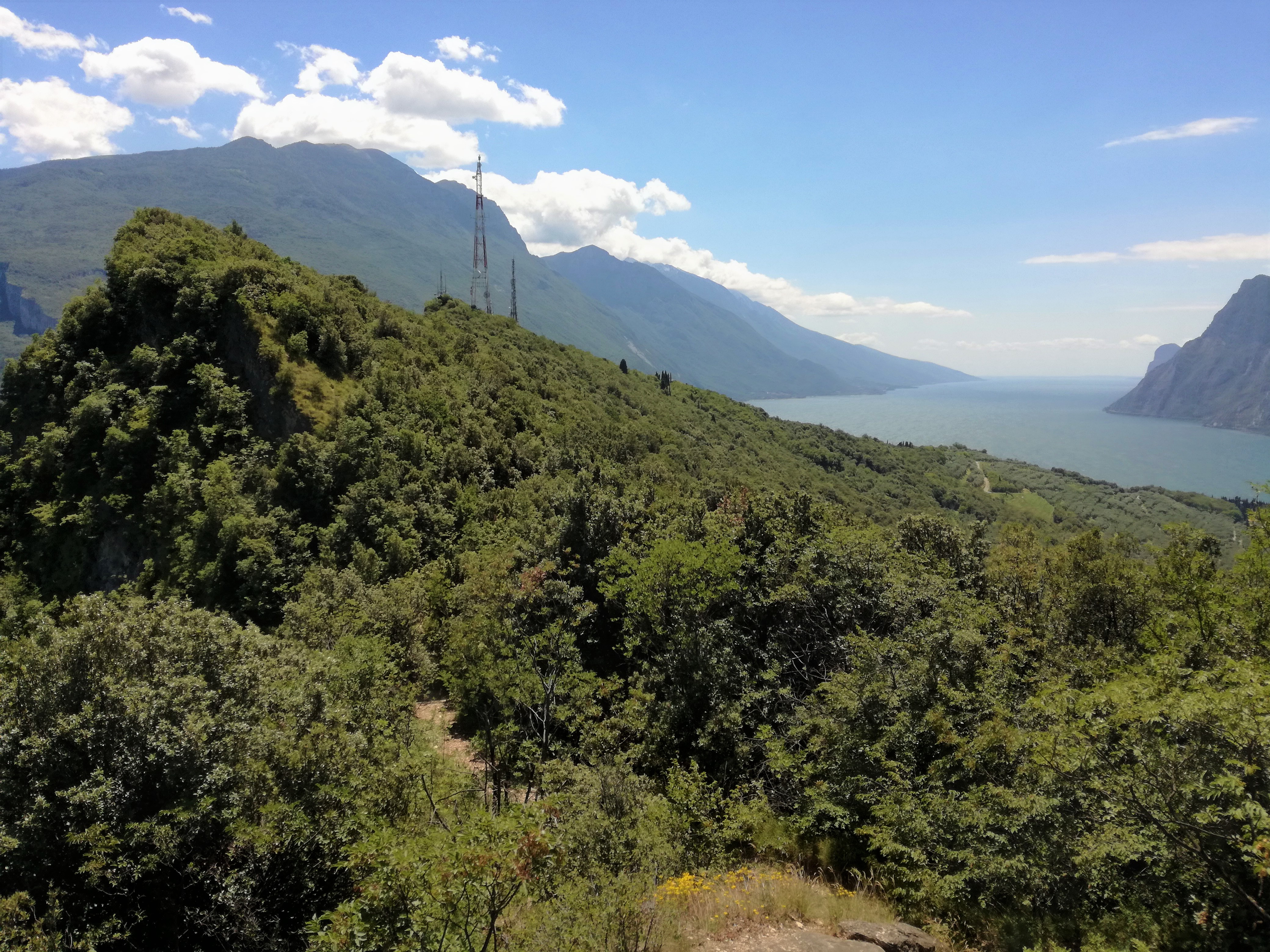
Bewaldeter Gipfelbereich
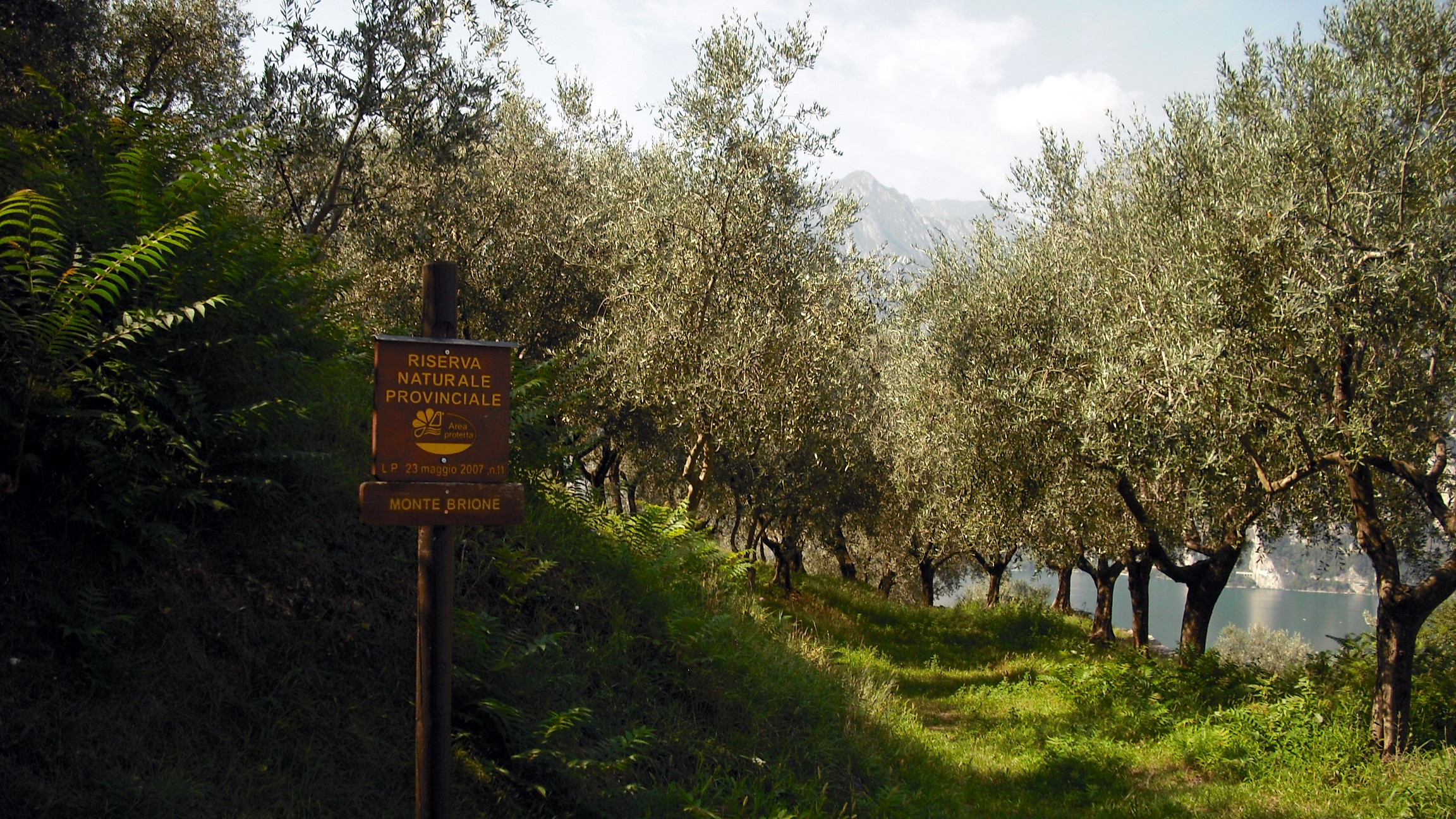
Olivenhaine
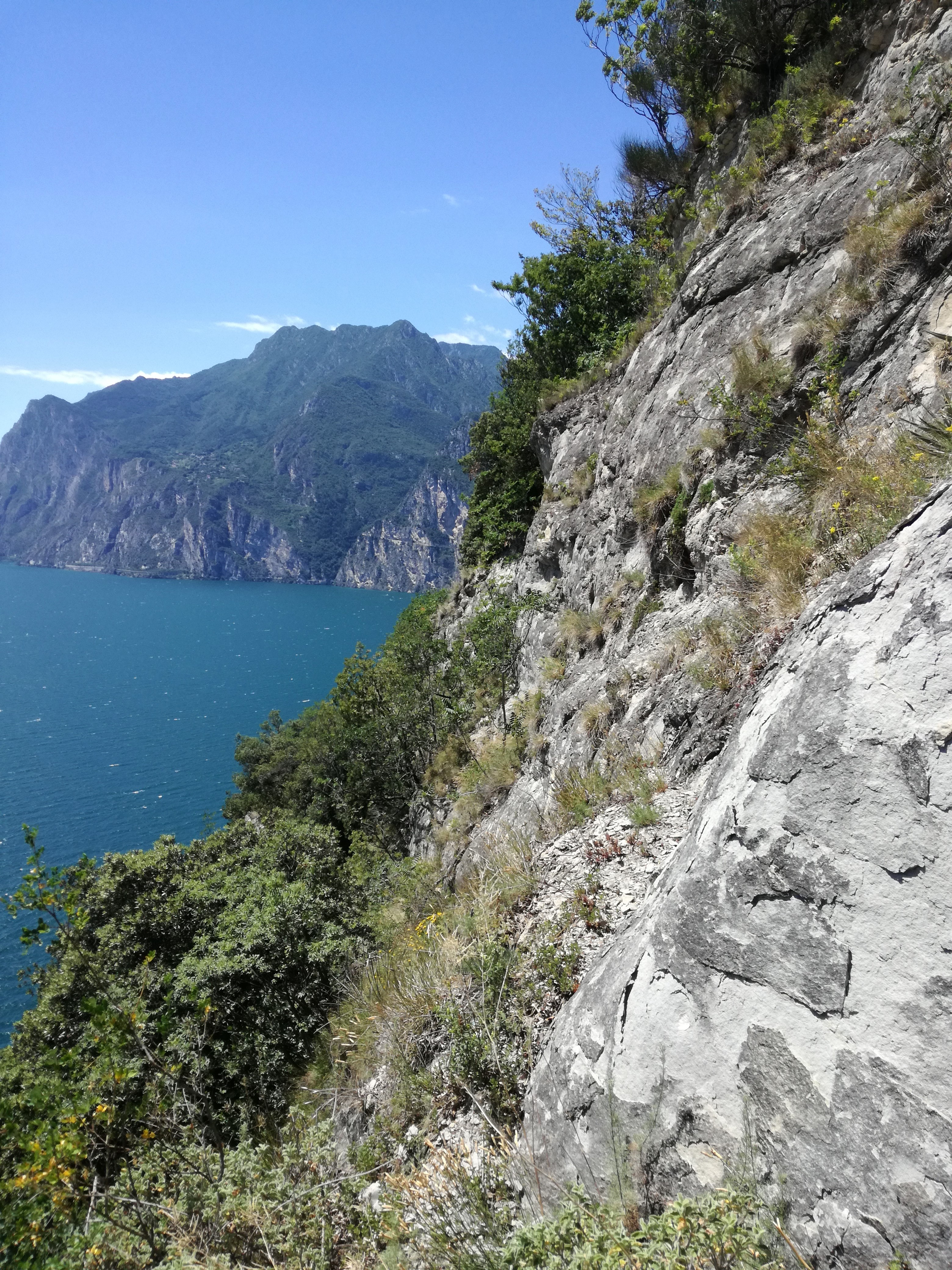
Lebensraum Kalkfelsen
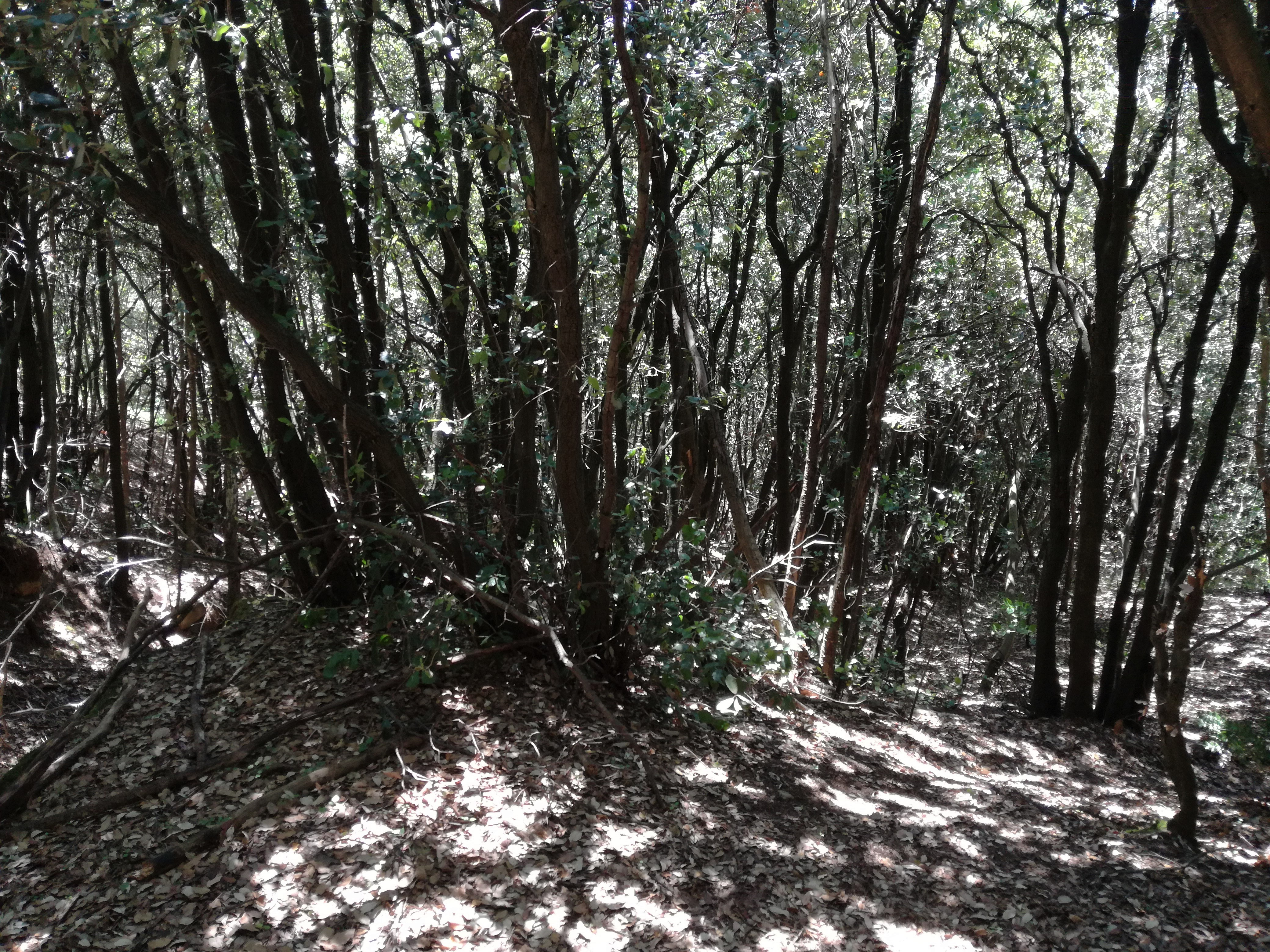
Steineichenwald
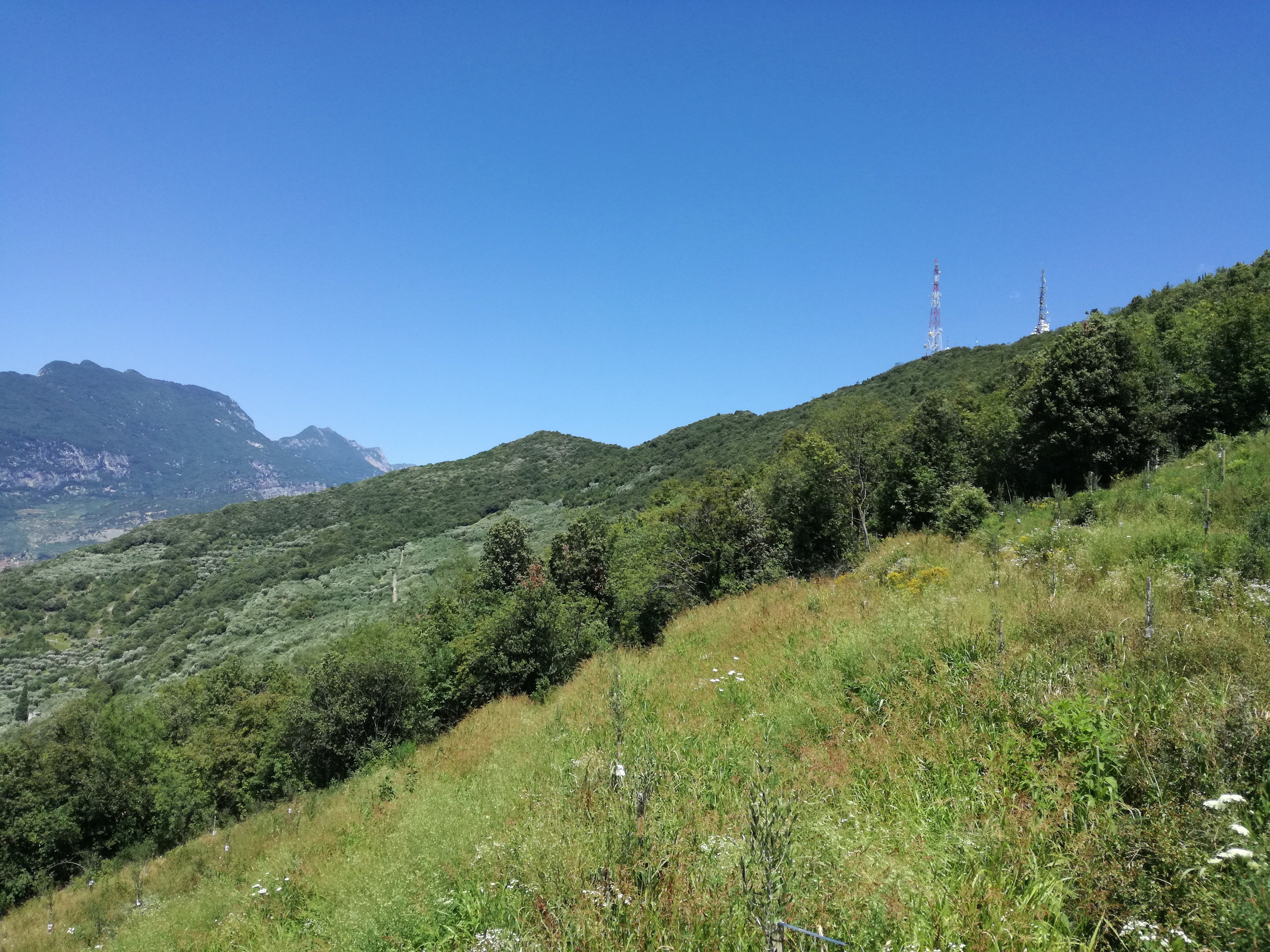
Waldrand und Trockenrasen

#### Olivenhaine
Der Anbau von Oliven am Monte Brione ist erstmals 1106 urkundlich dokumentiert. Er wird in extensiver Form betrieben und charakterisiert wie keine andere Kulturlandschaft den Brione. Die Haine sind immer wieder von Wiesenflächen, Gärten, Trockenmauern und Schotterstraßen unterbrochen und bilden so ein eigenes Ökosystem. Insbesondere die oder am Rand der Olivenhaine anzutreffenden Kalkmagerrasen stellen das Habitat für viele Orchideengewächse dar. Die vom Grünspecht in den Olivenstämmen angelegten Bruthöhlen werden wiederum von anderen Vogelarten wie dem Gartenbaumläufer, dem Wendehals, dem Wiedehopf und einigen Eulen wie die Zwergohreule und dem Steinkauz als Bruthöhle genutzt.

#### Kalkfelsen
Dieser Lebensraum umfasst die Felswände und Felsbänder des Monte Brione. Es handelt sich dabei um ein karges, trockenes Habitat in dem Wasser und Nährstoffe rar sind, und das von signifikanten Temperaturschwankungen gekennzeichnet ist. Erdreich kann sich meist nur in Felsspalten ansammeln. Diese Faktoren sind dafür verantwortlich, dass nur wenige Pflanzen wie beispielsweise das Kalkfelsen-Fingerkraut oder die Karnische Glockenblume hier gedeihen. Auf Felsbändern kommen termophile und xerotermophile Arten wie das Gewöhnliche Nadelröschen vor, sie bieten zum Teil aber auch ausreichend Platz für Steineichen. Die Kalkfelsen des Brione sind Habitat insbesondere für Vögel, wie den Schwarzmilan, den Turmfalken, den Wanderfalken, dem dort nistenden Uhu, der Felsenschwalbe oder der Blaumerle. Eine besondere Bedeutung als Lebensraum kommt den in die Fels getriebenen Stollen des Ersten Weltkrieges zu, die als Schlafplatz und Rückzugszonen von Fledermäusen, wie der Großen Hufeisennase dienen.

## Geschichte
Der westliche, seicht abfallende Fuß des Monte Brione war bereits in der Mittleren Jungsteinzeit im 5. Jahrtausend v. Chr. besiedelt. Nachdem bereits 1956 ein Grab aus der Steinzeit entdeckt wurde, kamen bei Grabungen in den 2000er Jahren die Überreste einer ganzen steinzeitlichen Siedlung der Vasi-a-bocca-quadrata-Kultur auf einer Fläche von 10.000 m² zu Tage. Die Siedlung lag am Ufer des Gardasees, der zu diesem Zeitpunkt noch einen höheren Wasserspiegel besaß.
In der Kupfersteinzeit wurde am Brione bereits Steine gebrochen, aus denen die Statuenmenhire aus dem 3. Jahrtausend v. Chr. stammen, die in Arco bei Grabungen gefunden wurden. Der Steinbruch am Ortsrand des Ortsteils Sant’Alessandro wurde bis in das 20. Jahrhundert genutzt.
Die Schwemmebene um Sant’Alessandro am westlichen Rand des Monte Brione war auch in der Römerzeit besiedelt. Entlang einer von Riva del Garda nach Arco führenden Römerstraße wurden mehrere villenähnliche Gebäude errichtet. In spätrömischer Zeit entstand zu Füßen des Brione eine Nekropolis.
Erstmals urkundlich erwähnt wurde der Brione 1175 als die Grafen von Arco Federico und Odorico d’Arco eine nach ihm benannte Burg, das Castello di Brione, als Lehen an einen ihrer Vasallen aus Nago vergaben. Von der Burg sind keine Spuren erhalten, selbst der Standort ist nicht genau bekannt. Der Name leitet sich nach Julius Pokorny womöglich aus dem keltischen *brig ab, was Anhöhe bedeutet.
Im 19. Jahrhundert gewann der Monte Brione an militärischer Bedeutung, insbesondere nach dem Zweiten italienischen Unabhängigkeitskrieg und dem Verlust des Kronlands der Lombardei spielte der Berg eine wesentliche Rolle in den Verteidigungsplänen der österreichischen Armee. So entstand bereits zwischen 1860 und 1862 die Batterie San Nicolo am südwestlichen Fuß des Monte Brione. Nach dem Verlust des Kronland Venetiens in Folge des Dritten Italienischen Unabhängigkeitskrieges 1866 nahm seine Bedeutung noch zu. So entstanden in chronologischer Reihenfolge zwischen 1880 und 1900 die Nordbatterie, auch als Werk S. Alessandro bezeichnet, die Südbatterie und zuletzt die Mittelbatterie Monte Brione. Anfang des 20. Jahrhunderts wurde schließlich als letztes das Werk Garda fertiggestellt. Dennoch spielte die Sperrgruppe Monte Brione, die ab 1910 Teil der sogenannten Festung Riva war, im Ersten Weltkrieg keine wesentliche Rolle im Kriegsgeschehen. Im Zweiten Weltkrieg wurde sie teilweise von der Wehrmacht genutzt und in den letzten Kriegstagen Ende April 1945 zum Ziel der alliierten Luftstreitkräfte. In den 2010er Jahren wurden die Ruinen der Mittelbatterie und des Werks Garda restauriert und wieder für Besucher zugänglich gemacht.

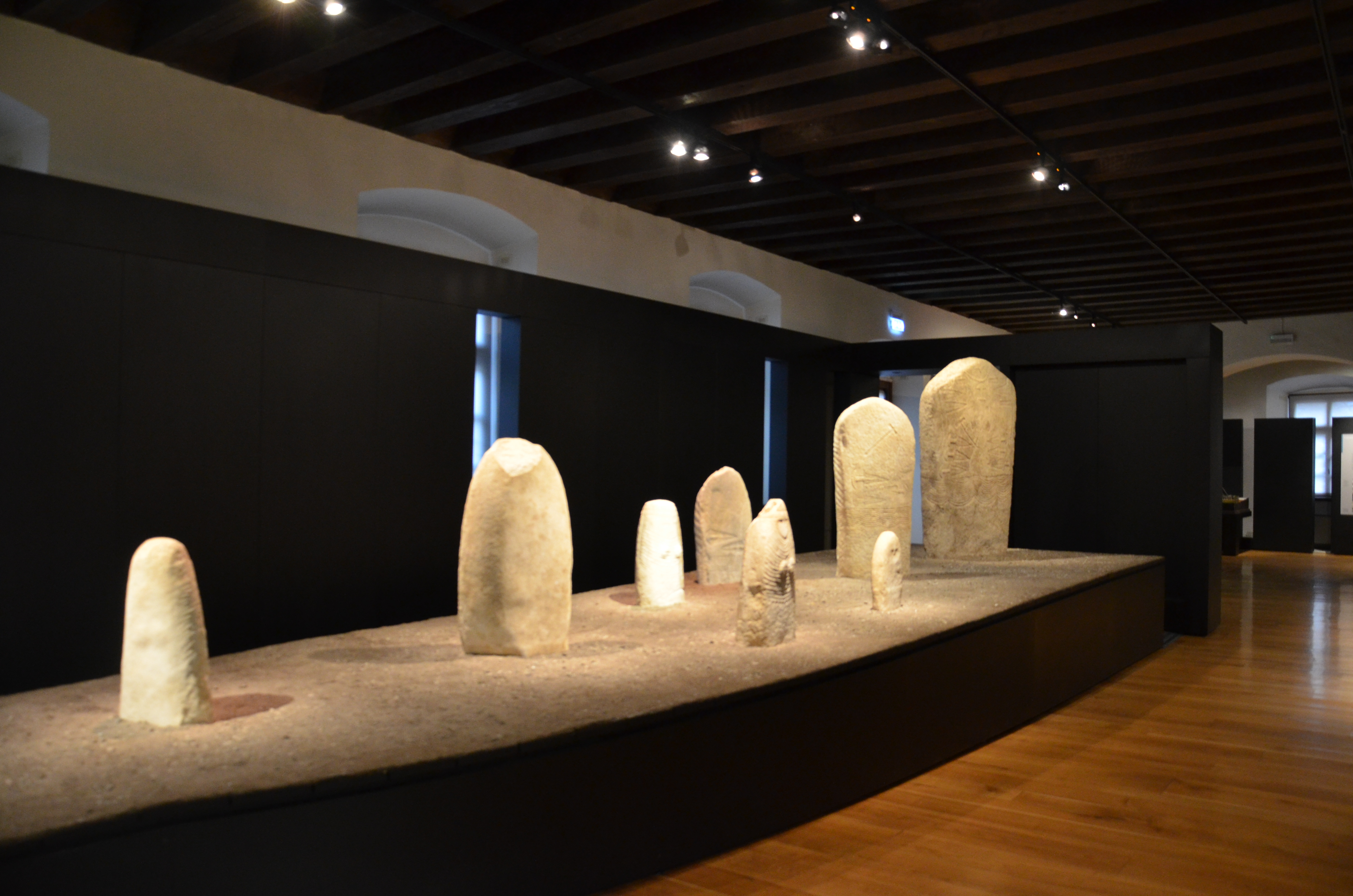
Statuenmenhire von Arco im Museo Alto Garda
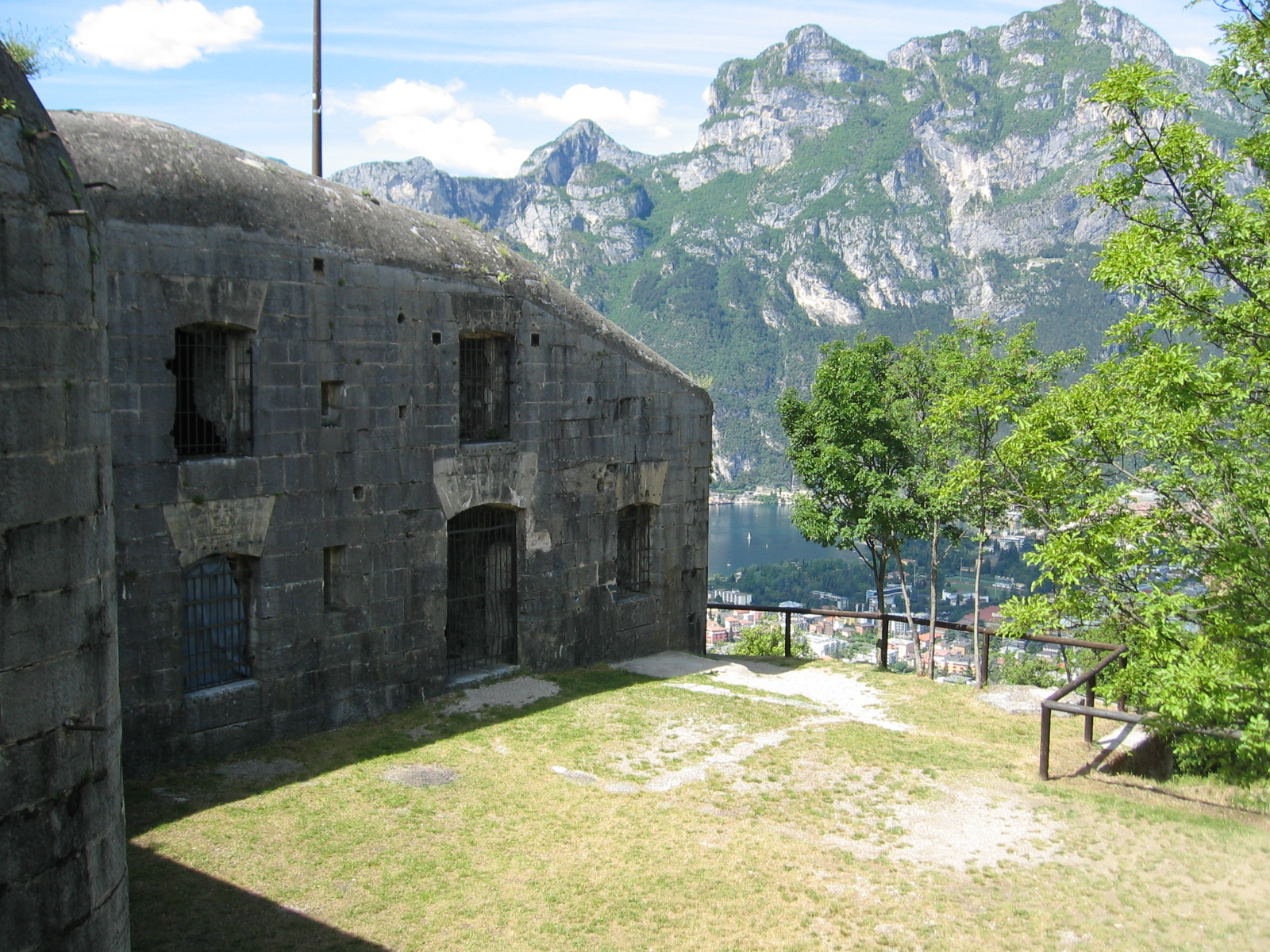
Mittelbatterie – Kehlseite
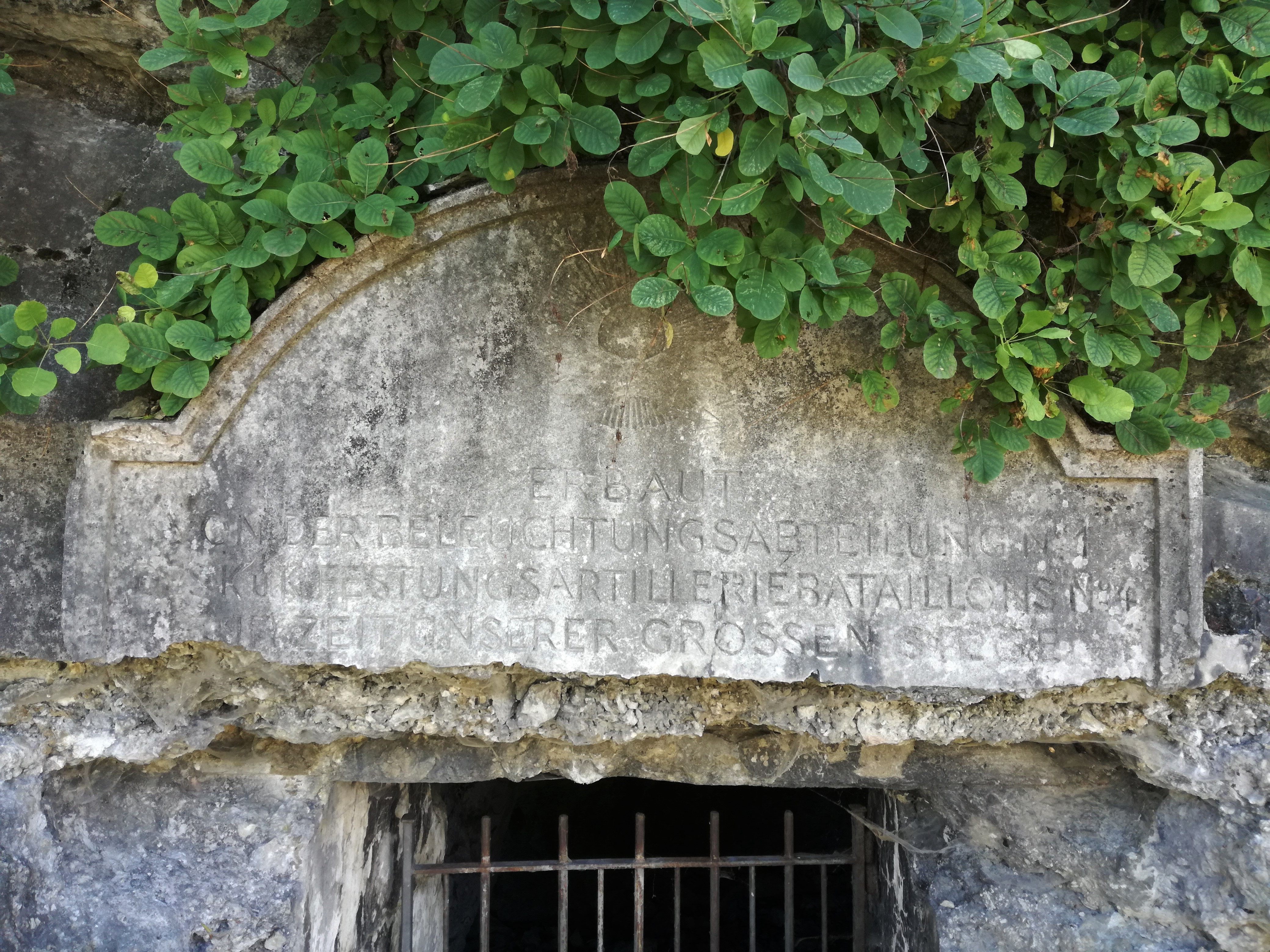
Gedenkstein des k.u.k. Festungsartilleriebataillon Nr. 4
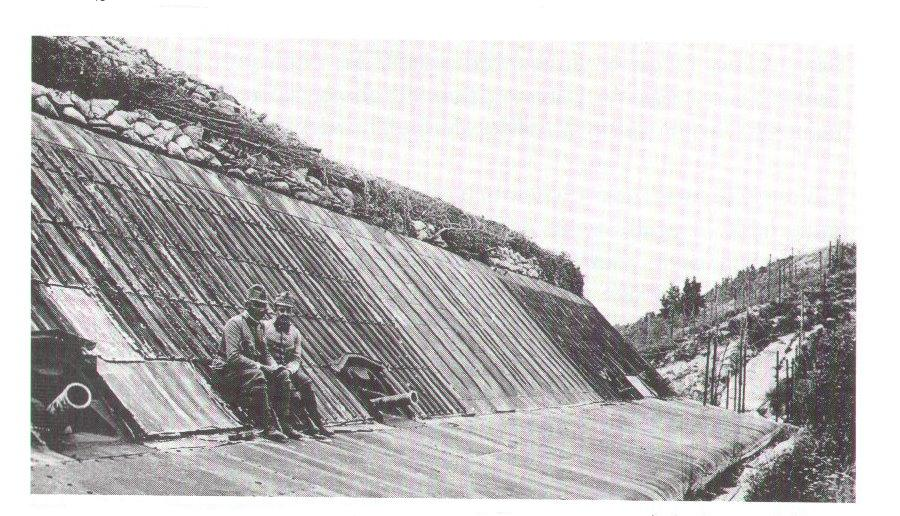
Mittelbatterie – Batterieblock
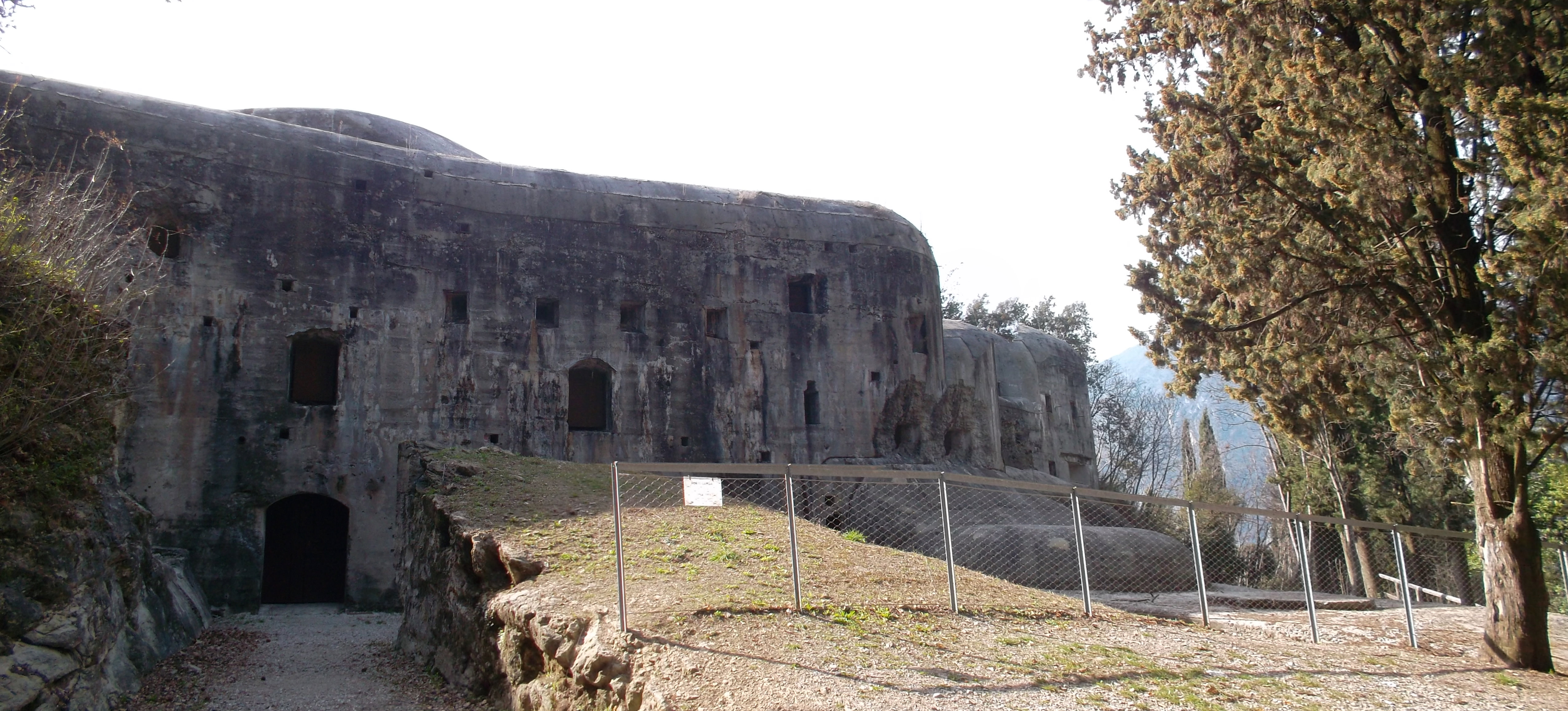
Werk Garda – Kehlseite

## Alpinismus
Zum Gipfelkamm führen sowohl eine Fahrstraße als auch ein Wanderweg. Der Fahrweg ist im unteren Bereich asphaltiert, weiter oben geschottert und für den privaten Kraftverkehr gesperrt. Mit dem Mountainbike gelangt man auf diesem Weg problemlos bis zum Gipfelbereich.
Wanderern ist die Begehung des „Sentiero della Pace“ (Friedensweg) zu empfehlen. Er beginnt im Süden direkt am Seeufer direkt an der Batterie San Nicolò und führt über den Kamm des Berges entlang der steilen Ostseite am ehemaligen Sperrwerk Garda sowie an der Mittelbatterie vorbei größtenteils durch Naturschutzgebiet bis zum Gipfel. Ebenso ist der Weg vom Ortsteil Sant’Alessando am Nordwestende des Berges aus erreichbar.
Die bewachsenen Felsbänder und der teils brüchige Fels des Monte Brione schränken die zum Klettern geeigneten Felswände ein. Einige in den 1980er Jahren erschlossene Kletterrouten im IV. bis VI. Schwierigkeitsgrad finden sich an der Ostseite. Die vielleicht bekannteste Kletterroute, die durch einen etwa 12 m breiten und von weitem sichtbaren Überhang führt, liegt am Nordwestende des Berges und wurde 1990 erstmals begangen.